# Ruisseau du Vieux-Fourneau
Le ruisseau du Vieux-Fourneau est un cours d'eau de Belgique, affluent de l'Aisne faisant partie du bassin versant de la Meuse. Il coule en province de Liège puis en province de Luxembourg et sert de limite entre ces deux provinces pendant 500 m. Il se jette dans l'Aisne entre Aisne et Juzaine près de Bomal dans la commune de Durbuy.

## Parcours
Ce ruisseau ardennais prend sa source dans le Bois de Wésomont à côté de l'autoroute E25 et proximité du village de Werbomont dans la commune de Ferrières. Le ruisseau porte alors le nom de ruisseau de Wésomont. Il arrose successivement les hameaux de Jehonhé (ancien moulin), Burnontige, Vieux-Fourneau, Grand-Bru et le village de Villers-Sainte-Gertrude avant de rejoindre la rive droite de l'Aisne entre Aisne et Juzaine  après un parcours d'une dizaine de kilomètres. Après Villers-Sainte-Gertrude, le cours d'eau reçoit en rive droite le ruisseau de Pont-le-Prêtre dont le nom est parfois donné au ruisseau jusqu'à son confluent.